# وهنان (سيمينة رود)
وهنان (بالفارسية: وهنان) هي قرية تقع في إيران في قسم سیمینة رود الريفي. يقدر عدد سكانها بـ 1,363 نسمة .